# 춘천천
춘천천(春川川)은 부산광역시 해운대구 우동의 장산계곡에서 발원하여 폭포사, 장산사, 대천공원을 거쳐 남류하다가 복개구간을 거쳐 부산광역시 해운대구 중2동 동해의 동백섬으로 흘러든다.이 중 2749m(해운대 삼정그린코아-동백섬 구간)는 복개되었다.한때 2006년 3월 27일에는 부산 해운대구 도심 한가운데서 코를 찌르는 악취가 진동하여 주민들이 극심한 고통을 겪었었다.